# ラッセル・ガン
ラッセル・ガン（Russell Gunn、1971年10月20日 - 、シカゴ生まれ）は、アメリカのコンテンポラリー・ジャズ・トランペッターである。
彼はイリノイ州イーストセントルイスでトランペットを演奏しながら育った。子供の頃、彼の音楽的興味はヒップホップであり、LL・クール・Jが彼にとって最初のミュージック・アイドルだった。彼のプロジェクトには、『Krunk Jazz』というアルバムをリリースした「Bionic」というラージ・アンサンブルと、小さなグループである「Electrik Butterfly」がある。

## ディスコグラフィ

### リーダー・アルバム
- Young Gunn (1995年、Muse)
- Gunn Fu (1997年、HighNote)
- Young Gunn Plus (1998年、32 Jazz)
- Love Requiem (1999年、HighNote)
- Ethnomusicology, Vol. 1 (1999年、Atlantic)
- Smokin' Gunn (2000年、HighNote)
- Ethnomusicology, Vol. 2 (2001年、Justin Time)
- Blue on the D.L. (2002年、HighNote)
- Ethnomusicology, Vol. 3 (2003年、Justin Time)
- Mood Swings (2003年、HighNote)
- Ethnomusicology, Vol. 4: Live in Atlanta (2004年、Justin Time)
- Russell Gunn Presents... Bionic: Krunk Jazz (2006年、Groid)
- Russell Gunn Plays Miles (2007年、HighNote)
- Love Stories (2008年、HighNote)
- Ethnomusicology, Vol. 6: Return of Gunn Fu (2010年、Groid)
- Russell Gunn & Elektrik Butterfly: Elektrik Funeral (2013年、Hot Shoe Music)

### 参加アルバム
- オリヴァー・レイク : Dedicated to Dolphy (1994年、Black Saint)
- ウィントン・マルサリス : 『ブラッド・オン・ザ・フィールズ』 - Blood on the Fields (1994年、Columbia)
- カルロス・ガーネット : Under Nubian Skies (1997年、HighNotee)